# Villotran
Villotran foi uma comuna francesa na região administrativa de Altos da França, no departamento de Oise. Estendia-se por uma área de 5,18 km². Em 2010 a comuna tinha 288 habitantes (densidade: 55,6 hab./km²).
Em 1 de janeiro de 2019, passou a formar parte da nova comuna de Les Hauts-Talican.